# Graphoderus zonatus
Graphoderus zonatus is een keversoort uit de familie waterroofkevers (Dytiscidae). De wetenschappelijke naam van de soort is voor het eerst geldig gepubliceerd in 1795 door Hoppe.